# The Mexican's Jealousy
The Mexican's Jealousy è un cortometraggio muto del 1910 diretto da Fred J. Balshofer per la Bison Motion Pictures che aveva come protagonista l'attrice Red Wing, una nativa americana protagonista di numerosi film muti.

## Produzione
Il film fu prodotto dalla Bison Motion Pictures e dalla New York Motion Picture.

## Distribuzione
Distribuito dalla New York Motion Picture, il film - un cortometraggio in una bobina - uscì nelle sale cinematografiche statunitensi il 20 maggio 1910.